# Silvertronen (roman)
Silvertronen (originaltitel: The Silver Chair), är den sjätte boken i C.S. Lewis serie om landet Narnia. Boken skrevs 1953, alltså den fjärde boken om man ser efter den ordning de skrevs.

## Handling
Kung Caspians son, Prins Rillian, försvinner under mystiska omständigheter. Eustace och Jill kommer till Narnia för att hitta honom. Av Aslan, som kallat på dem, får de veta att Rillian försvann när han letade efter den orm som dödade hans mor. Hela tiden sitter Rillian förslavad och förtrollad av underjordens härskarinna, fångad i underjorden. Efter många äventyr hittar dock de två barnen honom och räddar honom, innan de kommer tillbaka till vår värld.

## Filmatiseringar
- 1990 – Narnia: Silvertronen